# Vuelo 508 de L'Express Airlines
El 10 de julio de 1991, un Beechcraft C99 de L'Express Airlines, que operaba como el vuelo 508 y había partido de Nueva Orleans, con escala en Mobile y destino final en Birmingham, se estrelló mientras intentaba realizar una aproximación ILS a la pista 5 (ahora remunerada como pista 6) en el aeropuerto municipal de Birmingham (ahora Aeropuerto Internacional de Birmingham–Shuttlesworth) en Birmingham, Alabama. 
El avión impactó en Fairview cerca de Five Points West en el barrio de Ensley hiriendo a cuatro personas en tierra así como destruyendo dos casas. Entre los quince ocupantes del avión, se registraron trece fallecidos. La causa del accidente fue atribuida a la decisión del capitán de intentar una aproximación instrumental durante una fuerte tormenta provocando la pérdida de control de la aeronave. Es hasta la fecha el accidente de aeronave comercial con más muertes en la historia de Alabama.

## Vuelo
El vuelo 508 de L’Express fue operado con un avión bimotor turbohélice Beech C99. La cabina de pasajeros se componía de cinco filas de dos asientos, uno a cada lado de la cabina. Así mismo contaba con un asiento aislado junto a la puerta de carga izquierda y un asiento doble en la parte posterior del avión. Los pasajeros abordaban el avión a través de una puerta posterior habilitada exclusivamente para pasajeros. El vuelo abandonó Nueva Orleans con un pasajero, a las 4:05 p. m. CDT, aterrizando en Mobile, a las 4:50 p. m. CDT. Tras el cambio de tripulantes y embarcar doce pasajeros, el vuelo partió rumbo al Aeropuerto Municipal de Birmingham a las 5:05 p. m. CDT. Cuando el vuelo se aproximaba a Birmingham, se había desarrollado una importante tormenta en los alrededores del aeropuerto. Minutos atrás otros cuatro vuelos habían sido desviados a otros aeropuertos o habían sido retrasado su aproximación y entrado en un patrón de espera hasta que mejorase la climatología. La tripulación del vuelo 508 fue advertida de la actividad tormentosa pero optaron por continuar la aproximación. Francis Fernandes, el piloto de L'Express a los mandos del vuelo 508, afirmó posteriormente que el avión se había «inclinado fuertemente a la izquierda» durante la aproximación final. Fernandes dijo a los investigadores que mientras él junto con el primer oficial intentaban nivelar el avión, experimentaron un «fuerte empuje ascendente» que impulsó el morro del avión hacia arriba. Tras entrar en la fuerte célula tormentosa al suroeste del aeropuerto, la tripulación perdió el control direccional y fue incapaz de recuperar el avión antes del impacto con las dos casas del barrio de Ensley en Birmingham a las 6:11:27 p. m. CDT. El avión golpeó una casa, cruzó tres calles residenciales, e impactó contra una segunda casa, incendiándose de inmediato. El único pasajero superviviente fue encontrado por los residentes antes de ser rodeado por las llamas que amenazaban la casa. El capitán fue llevado al UAB Hospital, el pasajero Mabry Rogers al Carraway Methodist Medical Center, y tres residentes al Baptist Princeton. Doce pasajeros y el primer oficial fallecieron en el impacto; el capitán, un pasajero y cuatro residentes resultaron heridos.

## Cobertura de los medios
El accidente tuvo lugar durante el noticiero local vespertino de las 6:00 p. m. Los primeros reportajes en medios locales comenzaron a las 6:45 p. m. CDT con la afiliada local de la ABC, WBRC. La cobertura de radio y televisión continuó por la noche. Curiosamente, la WBRC se encontraba transmitiendo imágenes del clima en el momento del accidente, estás imágenes fueron utilizadas posteriormente en la investigación de la NTSB, así como en los litigios posteriores al accidente. También los medios nacionales llevaron el accidente en sus portadas durante los siguientes días.

## Investigación de la NTSB
La Junta Nacional de Seguridad en el Transporte envió un equipo para investigar el accidente. El foco de la investigación se fijó de inmediato en la meteorología en el momento del accidente. Los investigadores se quedaron sorprendidos por la presencia de una grabadora de voz de cabina en la aeronave ya que estos dispositivos no fueron requeridos en el tipo de aeronave implicada en el momento del accidente. Tras una investigación detallada, la NTSB publicó su informe final el 3 de marzo de 1992; AAR-92/01. La causa probable del accidente fue «la decisión del capitán de iniciar y mantener una aproximación instrumental durante una evidente situación de tormenta, provocando una pérdida de control de la aeronave que provocó que la tripulación fuese incapaz de recuperar el vuelo y provocase la consecuente colisión con obstáculos y terreno».

## Supervivientes
Los únicos supervivientes del accidente fueron el capitán, Francis Fernandez de Niceville (Florida), y Mabry Rogers de Birmingham (Alabama).